# Telemann-Werke-Verzeichnis
Le Telemann-Werke-Verzeichnis (Catalogue des œuvres de Telemann), en abrégé TWV, est le système de numérotation qui identifie les œuvres de Georg Philipp Telemann, publié par Martin Ruhnke entre 1984 et 1999. 
Le préfixe de TWV est généralement suivi d'un numéro de genre. Dans certains cas, par une lettre indiquant la tonalité (selon l'usage Allemand) et un numéro d'incrément pour chaque œuvre. Les tonalités majeures sont en majuscule, celles en mineure, en minuscule. Le nombre du genre indique le type général ou l'instrument soliste requis. Le second numéro (après la tonalité, lorsqu'elle est précisée) est le numéro de l'œuvre dans le genre. Par exemple : le Concerto polonais en si bémol majeur pour cordes et basse continue est TWV 43:B3 ; Sa Suite Orchestrale en ré majeur a pour numéro: TWV 55:D18, et son Ouverture en sol mineur: TWV 55:g4…
De manière similaire, dans le Telemann-Vokalwerke-Verzeichnis (Catalogue des œuvres vocales de Telemann), TVWV en abrégé, les œuvres vocales ont été cataloguées par Werner Menke, en deux volumes publiés en 1982 et 1983. Par exemple, la Passion selon Saint-Jean a pour numéro TVWV 5:42 ; sa cantate Die Tageszeiten (Les heures du jour) est numérotée TVWV 20:39…

## Numérotation des genres
Le genre des œuvres vocales est numéroté de 1 à 25, et est usuellement préfixé par TVWV. Le genre des œuvres instrumentales est numéroté de 30 à 55.
Les genres sont numérotés comme suit :
- Musique vocale sacrée
  - TVWV1  - Cantates d'église
    - 877 : Ich weiß, daß mein Erlöser lebt

  - TVWV2  - Cantates pour des consécrations
  - TVWV3  - Cantates pour l'ordination de prêtres
  - TVWV4  - Cantates pour des funérailles
  - TVWV5  - Oratorios sur la Passion et Passions
    - Passions

  - TVWV6  - Oratorios sacrés
  - TVWV7  - Psaumes
  - TVWV8  - Motets
  - TVWV9  - Messes, Magnificat, et œuvres diverses
  - TVWV10 - Collections
  - TVWV11 - Cantates et sérénades pour des mariages
  - TVWV12 - Compositions pour des anniversaires
  - TVWV13 - Œuvres pour des cérémonies politiques
  - TVWV14 - Compositions pour les écoles à Hambourg et Altona
  - TVWV15 - Oratorios et sérénades pour le Maire

- Musique vocale profane
  - TVWV20 - Cantates profanes
  - TVWV21 - Opéras et arias
  - TVWV22 - Contributions à des opéras d'autres compositeurs
  - TVWV23 - Prologues pour des opéras
  - TVWV24 - Oratorios profanes
  - TVWV25 - Œuvres pédagogiques, odes et mélodies

- Musique pour les instruments à clavier et le luth
  - TWV30 - Fugues pour clavier
  - TWV31 - Préludes Choral
  - TWV32 - Suites pour clavecin
  - TWV33 - Fantaisies, sonates, concertos pour clavecin
  - TWV34 - Menuets pour clavecin
  - TWV35 - Pièces individuelles pour clavecin (Einzelstücke)
  - TWV36 - Collection de manuscrits (Sammelhandschrift)
  - TWV37 - Lustiger Mischmasch
  - TWV39 - Œuvres pour luth

- Musique de chambre
  - TWV40 - Musique de chambre sans basse continue
    - 2-13 : 12 fantaisies pour flûte seule
    - 14-25 : 12 Fantaisies pour violon seul
    - 26-37 : Douze Fantaisies pour la basse de violle
    - 118-123 : XIIX Canons mélodieux ou VI Sonates en Duo à Flutes Traverses, ou Violons, ou Basses de Viole

  - TWV41 - Musique de chambre pour 1 instrument avec basse continue
  - TWV42 - Musique de chambre pour 2 instruments avec basse continue
  - TWV43 - Musique de chambre pour 3 instruments avec basse continue
  - TWV44 - Musique de chambre pour 4 ou plus instruments avec basse continue
  - TWV45 - Danses polonaises d'après le manuscrit Rostock

- Musique pour orchestre
  - TWV50 - Symphonies, divertimenti, marches
  - TWV51 - Concertos pour instrument soliste et orchestre
    - D7 : Concerto pour trompette
    - G9 : Concerto pour alto en sol majeur

  - TWV52 - Concertos pour 2 instruments et orchestre
    - G3 : Concerto pour deux altos (en)

  - TWV53 - Concertos pour 3 instruments et orchestre
  - TWV54 - Concertos pour 4 ou plus instruments et orchestre
    - D3, D4 : Concerto pour 3 trompettes et hautbois

  - TWV55 - Suites orchestrales